# Власенко, Андрей Романович
Андре́й Рома́нович Вла́сенко (род. ок.1840 — ум. в конце 1898 — начале 1899) — русский агроном и изобретатель XIX века. Изобрёл первый  в России зерноуборочный комбайн — «конную  зерноуборку на корню» (жнею-молотилку (очёсывающую жатку) на конной тяге). Управитель имения Ивана Петровича Новосильцева в селе Борисовском Бежецкого уезда Тверской губернии. Личный Почётный гражданин Российской Империи (диплом от 28 мая 1882 г.)

## Биография
О дате и месте рождения А. Р. Власенко достоверных сведений не сохранилось. По косвенным данным позднейшие биографы установили, что он родился в Могилёвской губернии примерно в 1840—1841 году.
В 1865 году окончил Горы-Горецкое земледельческое училище в городе Горки Могилевской губернии, получив аттестат на звание «Ученого управителя имения» (агронома), получил приглашение от крупного землевладельца Ивана Петровича Новосильцева  (брата Николая Петровича и Петра Петровича Новосильцевых) на должность управителя сельскохозяйственного имения в селе Борисовском Бежецкого уезда Тверской губернии.
С 1865 по 1875 год работал управителем имения, вёл зерновое производство, попутно придумывая различные технические усовершенствования для интенсификации земледельческого труда.
В июле 1868 года изобрёл и собственноручно построил опытно-промышленный образец «конной зерноуборкой на корню» — первого русского зерноуборочного комбайна (очёсывающей жатки), которая срезала хлебные колосья, транспортировала их в обмолотный барабан, обмолачивала, солому выбрасывала сзади себя, а зерно с мякиной ссыпала в грузовой бункер (ларь). От более поздних зерноуборочных комбайнов «зерноуборка» Власенко отличалась тем, что не имела узла отвеивания (веялки), т.е. не отделяла зерно от мякины (чешуек зерна).
На испытаниях, проведённых в присутствии официальных представителей Департамента земледелия, машина Власенко за один день убрала урожай с 4 десятин овса, а на следующий день за 10 часов работы убрала более 4 десятин ячменя.

18 ноября 1868 г. А. Р. Власенко подал в Департамент земледелия Министерства государственных имуществ Российской Империи заявку на патент (привилегию) на 10 лет на изобретённую им зерноуборочную машину. 
«Цель и назначение такой машины, как показывает само название, убирать хлеб прямо с корня зерном. Всякому и мало знакомому с земледелием известно, сколько отнимает рабочих рук уборка хлеба и молотьба и с какими часто сопряжены бывают затруднениями и потерями для хозяйства эти работы, особенно в степных губерниях, где не редкость, что хлеб остается неубранным... После долгих разысканий наилучшего способа, который соответствовал бы цели, я, наконец, достиг, по-видимому, желаемого результата, устроив такую машину, которая снимает хлеб прямо зерном, так что требуется только одно отвеивание зерна от мякины» — из текста заявки А. Р. Власенко на привилегию.
Оригинальный зерноуборочный комбайн Власенко состоял из гребёнки для прочёсывания и обрывания колосьев, молотильного барабана, транспортёрных лент ковшового типа, решет для просеивания вороха и бункера-ларя для убранного зерна. Управлялась она с помощью штурвала, поворачивающего заднюю пару колёс агрегата. Тянули комбайн (точнее, толкали, т.к. запрягались сзади с помощью системы оглобель) от 2 до 4 лошадей (в зависимости от густоты хлебов). Обслуживалась машина двумя крестьянами — один управлял штурвалом и следил за укладкой зерна в бункер, второй правил лошадьми и контролировал работу молотильного агрегата. Для сравнения: американский аналог, представленный в 1873 году на Всемирной выставке в Вене, приводили в движение 24 мула и обслуживала бригада из 7 рабочих, при равной производительности с агрегатом Власенко.
«Земледельческая газета» писала, что «по сравнению с уборкой серпом и обмолотом цепом эта машина экономила труд в 20 раз, а по сравнению с самой совершенной машиной — американской жнейкой «Мак-Кормик» - в 8 раз, сокращая и потери зерна, которые составляли за "американкой" 10-30 пудов на десятине». 
В 1869 году десятилетняя привилегия (патент) А. Р. Власенко была выдана Департаментом земледелия и сельской промышленности, о чём сообщили «Санкт-Петербургские сенатские ведомости».
Всего было построено четыре экземпляра зерноуборочного комбайна Власенко. Два из них служили в основном для выставочно-демонстрационных целей, а два других трудились на полях Бежецкого уезда ещё несколько лет, до полного своего физического износа, давая стабильную производительность по 4 десятины на машину в день.
«Зерноуборка» Власенко крайне заинтересовала известных тогда в России агрономов и новаторов сельского хозяйства, которые ходатайствовали в Министерство государственных имуществ об организации промышленного производства этих машин в России. Известный агроном-новатор из Уфимской губернии Николай Капитонович Тимашев, управляющий усадьбой села Сельцовка. Н. К. Тимашев сделал несколько публикаций о комбайне А. Р. Власенко в российской прессе. Власенко состоял с Тимашевым в активной переписке, не только личной, но и публичной, через «Земледельческую газету», и если вначале Николай Тимашев отнёсся к механической зерноуборке критично, то затем изменил свои взгляды на неё в положительную сторону. Идея промышленного производства комбинированных зерноуборок получила поддержку агрономического сообщества России.
Однако, конец дискуссии о массовом выпуске комбайнов Власенко положил генерал-адъютант Александр Зеленной, министр Государственных имуществ Российской Империи, наложивший на поддержанное специалистами прошение запретительную резолюцию: «Выполнение сложной машины не под силу нашим механическим заводам! Мы же более простые жатвенные носильные машины и молотилки привозим из-за границы».
Один из экземпляров комбайна Власенко готовился для показа на Всемирной выставке 1873 года в Вене (Австро-Венгрия), однако казна не отпустила средств для транспортировки его на экспозицию. В то же время, на той выставке была широко представлена иностранная (в основном американская) зерноуборочная техника.
Скончался в конце 1898 — начале 1899 года (не позднее 1 мая 1899 года). Точная дата смерти не установлена.

## Награды
Личный Почётный гражданин Российской Империи (диплом от 28 мая 1882 г.)
В апреле 1887 года А. Р. Власенко был  награжден золотой медалью Императорского Вольного экономического общества «за высокополезную деятельность».

## Семья и потомки
Жена — Подгаецкая (Власенко) Екатерина Михайловна.
Дочь — Власенко Надежда Андреевна (24.10.1866 — ??).
Дочь — Власенко (Рихтер) Вера Андреевна (22.05.1881 — 09.11.1934) — врач-микробиолог.
Зять (муж Веры Андреевны Власенко) — Рихтер Андрей Александрович (15.08.1871 — 02.04.1947) — российский учёный, физиолог, надворный советник (1912), член-корреспондент (1929), академик (1932) Академии наук СССР, академик ВАСХНИЛ (1935). Приват-доцент Санкт-Петербургского университета, декан агрономического и физико-математического факультетов, профессор и ректор Пермского университета, профессор Саратовского университета, профессор Московского университета,  первый директор Института физиологии растений АН СССР (1934-1938г.г.), директор лаборатории фотосинтеза АН СССР (1937-1947г.г.).
Внук — Рихтер, Александр Андреевич (14.03.1904 — 25.11.1981) — доктор биологических наук, профессор, начальник отдела субтропических и орехоплодных культур Никитского ботанического сада, автор более 100 научных публикаций.
Внук — Рихтер Андрей Андреевич (13.03.1911 — 22.06.1950) — доктор биологических наук, профессор, ведущий научный сотрудник Зоологического института АН СССР.